# 石敬瑭
晉高祖石敬瑭（892年3月30日—942年7月28日），五代十国時期的后晋开国皇帝（在位：936年11月28日－942年7月28日）。庙号高祖，谥号圣文章武明德孝皇帝。他把燕雲十六州割讓给契丹，使中原地區丧失了北方屏障，使後代皇朝難以抵禦北方遊牧民族的攻打，直至明朝初年才奪回對該地區的长期控制權。此外，石敬瑭為感謝契丹出手相助，就對契丹王朝俯首稱臣。他無視朝廷群臣反對，自行宣布對外尊稱辽太宗耶律德光（时国号仍为“契丹”）為父皇帝，自稱兒皇帝，并向契丹称臣，此舉大受時人所詬病。石敬瑭为人较为清廉俭朴，善于礼贤下士并且从谏如流。其在位期间的经济政策相对开明放任，但对于诸多藩镇横征暴敛的不法行为的姑息也为后代史官所批评。

## 早期
根據《新五代史》，石敬瑭的祖先是沙陀人，他稱帝後自稱本是卫國大夫石碏、汉丞相石奋之后，祖先在漢末的戰亂中流居甘州。近代發挖出土的石重貴墓誌銘則自稱他們家是後趙石勒之後裔。
石敬瑭的高祖父石璟在元和年間与李克用的祖先一同從甘州入附，被任命為为河东阴山府裨校，以戰功累官至朔州刺史。曾祖父石郴早死，祖父石翌曾任振武防御使，父親石绍雍沙陀名臬捩鸡，善骑射，在李克用父子麾下屢立战功，曾任平、洺二州刺史，追赠太傅，景福元年二月二十八日夫人何氏生石敬瑭于太原汾阳里，為石绍雍次子。
石敬瑭自少便弓马，寡言笑，喜读兵书，作战时身先士卒，勇猛异常，深得李嗣源（日後的唐明宗）赏识，为其亲兵将领，号三讨军（或作左射军），被招为女婿。随岳父征战，积功屡任大镇节帅。後唐莊宗同光四年（926年），邺都之变，石敬瑭力劝李嗣源入汴京，转攻洛阳。李嗣源即位后，石敬瑭任光禄大夫、检校司徒，充陕州保义军节度使。天成二年，任宣武军节度使，进封开国公。天成三年，出任同中书门下平章事，兴唐尹、邺都留守、天雄军节度使。长兴二年（931年），担任河阳节度使，次年，改任河东节度使，镇守太原。
石敬瑭早年在地方任官时，为官清廉而勤政，不好声色犬马，而是喜欢与幕僚探讨当地的行政与法律问题。其断案经常亲历亲为，以矫正诬告之风和推广孝道为本，使案件不会被积压，但处罚亦较为严苛。其矫枉过正的严苛手段一定程度上刹住了诬告的歪风，并且在其陕州、邺都、河东和常山之任的民政方面取得了相对积极的效果。
应顺元年（934年），閔帝李從厚徙石敬瑭為成德節度使，移镇常山（镇州）。討伐潞王李从珂失敗，逃到衛州向石敬瑭求援，可是石敬瑭的部下把閔帝隨從殺盡，石敬瑭把閔帝安置在衛州，最後閔帝被李从珂派人殺死。

## 建國

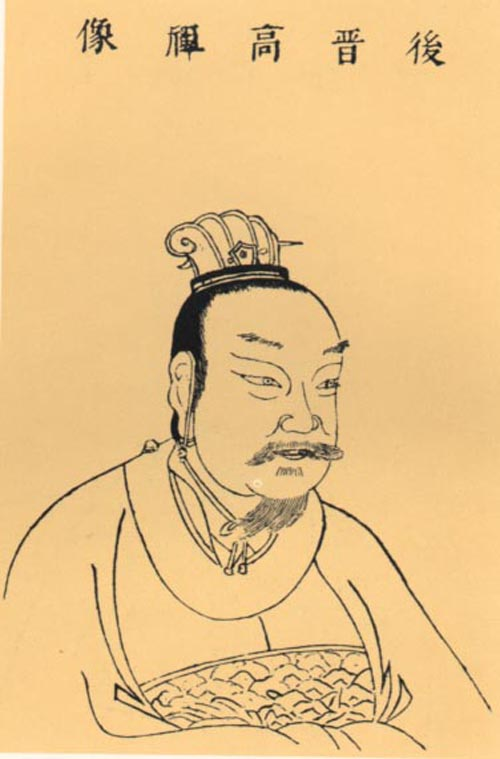
石敬瑭

末帝李从珂继位后，任石敬瑭為河東節度使，後來開始對石敬瑭起疑，石敬瑭也暗中謀自保。石敬瑭以多病為理由，上表請求朝廷調他往其它藩鎮，借此試探朝廷對他的態度。末帝在清泰三年（936年）五月改授石敬瑭為郓州天平節度使，进封赵国公，並降旨催促赴任。石敬瑭懷疑末帝對他起疑心，便举兵叛变，据晋阳反唐。後唐派兵討伐，石敬瑭被圍，向契丹求援。九月契丹軍南下，石敬瑭与耶律德光相约，以割地岁贡为代价，借兵反后唐。契丹軍于是擊敗唐軍。
石敬瑭的岳父是唐明宗李嗣源。李嗣源的义父是李克用。李克用曾和辽太祖耶律阿保机结为兄弟。据此，石敬瑭与耶律德光约为父子，并在国书中稱自己為“兒皇帝”，耶律德光为“父皇帝”。
石敬瑭在十一月受契丹冊封為大晉皇帝，于晋阳即位，改元天福，史称后晋。然後向洛陽進軍，後唐末帝在閏十一月（937年1月）自焚，後唐遂亡。石敬瑭滅後唐後，按约定将燕雲十六州献给契丹，其结果使中原地區丧失了北方屏障。另外晋国向辽国每岁奉绢三十万匹（但事实上这一承诺在石敬瑭在位期间从未真正兑现过）。

## 统治时期
石敬瑭在位期間，天福元年的安州节度使卢文进、天福二年到三年的魏博节度使范延光与西京留守张从宾、天福五年的安州节度使李金全和天福七年的成德节度使安重荣与山南东道节度使安从进等引发的叛變事件不斷，他的兒子石重信和石重乂亦遭张从宾叛軍殺害。在平叛的同时，为制衡和安抚藩镇势力，石敬瑭对藩镇多采取姑息政策的同时，尽力谋求将各对中央威胁较大的藩镇（如杨光远和安重荣）平调、孤立、拆散、降格。天福二年初，为牵制早已准备造反的范延光，石敬瑭在桑维翰的建议下决定迁都水陆交通都更为发达的汴梁(大梁，今河南开封市）。第二年末，汴梁正式成为了后晋王朝的国都。自此，汴梁（又称汴京）一直是后晋以降的历代中原王朝的首都，直到北宋灭亡。
在中央政策上，石敬瑭任用桑维翰、赵莹及和凝等幕僚人才，力图缩小开支和减轻对民间的剥削力度，在位时期多次颁布减税和减少对民间经济活动过度干预的政令，如在位初期解禁私盐贩卖并重新将盐税总共按低到高厘定为200文到一贯（约1000文）五个等级（效果立竿见影）和天福六年的解禁私铁铸造及买卖等。在桑维翰的建议之下，石敬瑭于天福四年免除了旧时处罚盗贼本人的同时抄没其家产的不成文传统。同时，石敬瑭亦在登基之初便开创了沿用至后世的地方税收公示政策，规定地方政府必须张榜公示税收并不准随意加新税。据此，他在天福四年再度对田租制度进行改革，除了重申官吏不得在公示的田租之外再自行添加新税之外，还将计算田租的权利赋予田地所有人。在此之外，他还在天福二年下诏对监狱环境进行改革，要求由官府出钱给患病的囚犯诊察、治疗。
石敬瑭登基之后，后晋在修订历法和编篡史籍方面也都有重大贡献。历法方面，司天监马重绩参照唐代《长庆宣明历》和《景福崇元历》修订了新历上呈皇帝，而后石敬瑭命令其他历法官员将之与二历对照再度修正，并将修正后的历法赐名《调元历》颁行。修史方面，石敬瑭在天福六年二月下旨命令户部侍郎张昭远等人编篡前唐正史，于三年后的出帝开运二年完成，总计二百一十三卷并一卷目录，最初避石敬瑭名讳而命名为《李氏书》，现在通称为《旧唐书》。
后因成德節度使安重榮及河东节度使劉知遠先後接受吐谷浑部族投降，石敬瑭屡遭契丹责问，乃忧愤而死。

## 轶事
- 杀马断案：后唐闵帝在位时期，石敬瑭正主政河东。有一次，一位小店的老板娘和一位军士争执着来到官府。老板娘投诉到：“我本来把谷子放在门口晾晒，未承想却被这位路过的军士的马给吃了！”而军士也连连大呼自己是冤枉的。负责审问的官吏无法判断谁对谁错，十分为难。这时，石敬瑭亲自来处理这个案子。他对那个官吏说：“原告与被告各执一词，该以什么方式来判断呢？我认为应当剖开那匹马的肠子，看看有没有残留的谷子。如果剖开了发现有谷子，那么就处死军士；反之，则处死老板娘。”于是众人杀死了军马，发现它的肠子里没有残留的谷子，石敬瑭遂按先前所言处死了老板娘。自此，河东境内风气为之一变，再也没有人敢于诬告别人[19]。

- 石敬瑭主政常州时，本来在常州下属的九门邑官府审理的一场兄诉弟的案子，竟然闹到了常州官府。石敬瑭得知了之后，览过卷宗一看，发现是一桩买卖纷争：弟弟想卖地给哥哥，但哥哥不满意价格，于是双方争执不下。但弟弟急于脱手，就找到了其他愿意买地的人卖了出去。而哥哥等到这个买地的人要找他写证明文件的时候，才知道弟弟已经把地转手了，于是一方面拒绝写证明，而另一方面又把弟弟起诉到了九门令那里。九门令却在做出了兄弟都“不义”的各打五十大板的初步判断之后，又把案件提交给了常州官府，就这么兜兜转转来到了石敬瑭手上。看完了卷宗，他亲自来审理这桩案子，下判决到：“百姓做出了不义的行为，很惭愧地说，是由于我这个地方长官初来乍到，来不及推行教化的缘故。但是此刻我要用符合的法规来判断这桩案子的话，这桩买卖于哥哥而言是希望购买好田地，而于弟弟来说则是想卖个好价钱。既然是由弟弟发起的买卖，那么兄长应该服从弟弟作为买方所做的决定，而不是阻挠他。由此可见，哥哥才是真正理屈的那一方，作为处罚要严厉地鞭打他。而弟弟想要脱手的土地则应该卖给让出高价的人。”裁决做出之后，地方从上到下都佩服他的公正[20]。

- 退还黄金：后晋天福四年六月，有一位陈州的农民王武在家里挖地挖出了好几饼黄金。州牧听说了这件事之后，就派人没收了黄金，并将其上贡给已经当皇帝的石敬瑭。岂料石敬瑭听说了黄金的来龙去脉之后，却说：“这黄金本就是私人所有的东西，而且规格上也不符合官府通用凭证的级别，不该充公。”于是命人把黄金退还给了王家[21]。

## 後世評價
石敬瑭為了向遼朝借兵，不惜割讓燕雲十六州，甚至向契丹人稱「兒」，直接導致中原失去長城屏障，因此自两宋以后，後世多以負評為主：
- 劉知遠：「稱臣可矣，以父事之太過。厚以金帛賂之，自足致其兵，不必許以土田，恐異日大為中國之患，悔之無及。」
- 《旧五代史》高祖本纪：「晋祖潜跃之前沈毅而已。及其为君也，旰食宵衣，礼贤从谏，慕黄、老之教，乐清净之风，以絁为衣，以麻为履，故能保其社稷，高朗令终。然而图事之初，召戎来援，猃狁自兹而孔炽，黔黎由是以罹殃。迨至嗣君，兵连祸结，卒使都城失守，举族为俘。亦犹决鲸海以救焚，何逃没溺；饮鸩浆而止渴，终取丧亡。谋之不臧，何至于是！倘使非由外援之力，自副皇天之命，以兹睿德，惠彼蒸民，虽未足以方驾前王，亦可谓仁慈恭俭之主也。」
- 《新五代史》晋本纪第八：「（三年春二月戊戌，諸鎮皆進物以助國。）殘民以獻其上，君臣同欲，賄賂公行，至此而不勝其多矣！......（三月，除民二年至四年以前稅。）見時斂重而民不堪。」
- 《资治通鉴》卷二百八十一：「時晉新得天下，籓鎮多未服從；或雖服從，反仄不安。兵火之餘，府庫殫竭，民間困窮，而契丹徵求無厭。維翰勸帝推誠棄怨以撫籓鎮，卑辭厚禮以奉契丹，訓卒繕兵以修武備，務農桑以實倉廩，通商賈以豐貨財。數年之間，中國稍安。」
- 郝經：「稱臣呼父古所無，石郎至今有遺臭。」

## 家室

### 皇后
- 李皇后

### 子女
1. 剡王石重胤
2. 虢王石重英
3. 楚王石重信，母李皇后
4. 寿王石重
5. 夔王石重进
6. 陈王石重杲
7. 石重睿
8. 石曦

## 影視形象

### 電視劇
| 年份   | 地區     | 作品     | 演員   |
| 1988年 | 無綫電視 | 《兵权》 | 谈泉庆 |

## 延伸阅读
[在维基数据编辑]
 在维基文库阅读此作者作品（ 在维基共享资源阅览影像）
 《舊五代史/卷75》，出自薛居正《舊五代史》
 《新五代史·卷08》，出自歐陽修《新五代史》

### 引用
1. 1 2  《旧五代史》卷七十五.
2. ↑  《资治通鉴》卷二百八十三
3. ↑  〈大契丹國晉王墓誌銘並序〉：「王，姓石氏，諱重貴，趙王勒之裔，晉高祖之嗣也。」
4. ↑  《旧五代史》高祖本纪：帝性简俭，未尝以声色滋味辄自宴乐，每公退，必召幕客论民间利害及刑政得失，明而难犯，事多亲决。......所历方镇，以孝治为急，见民间父母在昆弟分索者，必绳而杀之。勤于吏事，廷无滞讼。
5. ↑  《旧五代史》高祖本纪：明宗即位，改元天成，五月，加帝光禄大夫、检校司徒，充陜州保义军节度使，岁未期而军民之政大治焉。二年八月，加食邑八百户，实封一百户，旌为政之效也。......长兴元年二月，明宗南郊礼毕，加检校太尉，增食邑五百户，寻诏归任。时邺都繁富为天下之冠，而土俗犷悍，民多争讼，帝令投函府门，一一览之，及逾年，盈积几案，滞于狱者甚众，时论以此减之。
6. ↑  《资治通鉴》卷二百八十：（秋，七月）石敬瑭遣間使求救於契丹，令桑維翰草表稱臣於契丹主，且請以父禮事之，約事捷之日，割盧龍一道及雁門關以北諸州與之。劉知遠諫曰：「稱臣可矣，以父事之太過。厚以金帛賂之，自足致其兵，不必許以土田，恐異日大為中國之患，悔之無及。」敬瑭不從。表至契丹，契丹主大喜，白其母曰：「兒比夢石郎遣使來，今果然，此天意也。」乃為復書，許俟仲秋傾國赴援。
7. ↑  《资治通鉴》卷281：帝事契丹甚謹，奉表稱臣，謂契丹主為「父皇帝」；每契丹使至，帝於別殿拜受詔敕。歲輸金帛三十萬之外，吉凶慶吊，歲時贈遺，玩好珍異，相繼於道。乃至應天太后、元帥太子、偉王、南、北二王、韓延徽、趙延壽等諸大臣皆有賂遺。小不如意，輒來責讓，帝常卑辭謝之。晉使者至契丹，契丹驕倨，多不遜語。使者還，以聞，朝野鹹以為恥，而帝事之曾無倦意，以是終帝之世，與契丹無隙。然所輸金帛不過數縣租賦，往往托以民困，不能滿數。其後契丹主屢止帝上表稱臣，但令為書稱「兒皇帝」，如家人禮。
8. ↑  《旧五代史》卷九十八·张彦泽传：周至任，奏彥澤在郡惡跡二十六條，逃散五千餘戶。彥澤既赴闕，刑法官李濤等上章請理其罪，高祖下制，止令削奪一階一爵而已，時以為失刑。
9. ↑  《旧五代史》卷九十七·杨光远传：高祖以光遠方有功於國，乃出維翰鎮相州，光遠為西京留守，兼鎮河陽，因罷其兵權。光遠由此怨望，潛貯異志，多以珍玩奉契丹，訴己之屈，又私養部曲千餘人，撓法犯禁，河、洛之人，恒如備盜。
10. ↑  《资治通鉴》卷二百八十一：范延光聚卒繕兵，悉召巡內刺史集魏州，將作亂。會帝謀徙都大梁，桑維翰曰：「大梁北控燕、趙，南通江、淮，水陸都會，資用富饒。今延光反形已露，大梁距魏不過十驛，彼若有變，大軍尋至，所謂疾雷不及掩耳也。」丙寅，下詔，托以洛陽漕運有闕，東巡汴州。......夏，四月，丙戌，帝至汴州；丁亥，大赦。......丙辰，敕權署汴州牙城曰大寧宮。......（天福三年十月）帝以大梁舟車所會，便於漕運，丙辰，建東京於汴州，復以汴州為開封府，以東都為西京，以西都為晉昌軍節度。
11. ↑  《旧五代史》卷一百四十六·食货志：先是，诸州府除俵散蚕盐征钱外，每年末盐界分场务，约粜钱一十七万贯有馀。言事者称，虽得此钱，百姓多犯盐法，请将上件食盐钱于诸道州府计户，每户一贯至二百，为五等配之。然后任人逐便兴贩，既不亏官，又益百姓。朝廷行之，诸处场务且仍旧。俄而盐货顿贱，去出盐诸处州县，每斤不过二十文，近处不过一十文。
12. ↑  《五代会要》卷二十六·铁：晋天福六年八月赦节文：“诸道铁冶三司先条流，百姓农具，破者须于官场中卖，铸时却于官场中买铁。今后并许百姓取便铸造买卖。所在场院，不得禁止搅扰。
13. ↑  《旧五代史》卷八十九·桑维翰传：因授維翰檢校司空、兼侍中，出為相州節度使，時天福四年七月也。先是，相州管內所獲盜賊，皆籍沒其財產，雲是河朔舊例。及維翰作鎮，以律無明文，具事以奏之。詔曰：「桑維翰佐命功全，臨戎寄重，舉一方之往事，合四海之通規，況賊盜之徒，律令具載。比為撫萬姓而安萬國，豈忍罪一夫而破一家。聞將相之善言，成國家之美事，既資王道，實契人心。今後凡有賊人準格律定罪，不得沒納家資，天下諸州皆準此處分。」自是劫盜之家，皆免籍沒，維翰之力也。
14. ↑  《册府元龟》卷五百四·邦计部·关市：晉高祖天福元年閏十一月壬午，敕關防凡有征稅，省司曾降條流，慮多時而或有隱藏，因肆赦而再須條貫。應諸道商稅，仰逐處將省司合收稅條件文榜，於本院前分明張懸，不得收卷榜內該稅名目分數者，即得收稅。如榜內元不該稅，著係稅物色，即不得收稅，宜令所在長吏常加覺察，如敢有違條流，不將文榜張懸，將不合係稅物色收稅，罔欺官法，停住商賈者，盡行具名申送。
15. ↑  《五代会要》卷二十五·租税：晉天福四年正月敕：「應諸道節度、刺史，不得擅加賦役，及於縣邑别立監徵，所納田租，委人戶自量自概。」
16. ↑  《旧五代史》卷七十六·晋书二·高祖本纪二：丙午，詔：「天下刑獄系囚染疾者，宜差醫工治療，官中量給藥價。事輕者仍許家人看候，合杖者俟損日決遣。」
17. ↑  《旧五代史》卷一百四十·历志：及晉祖肇位，司天監馬重績始造新曆，奉表上之，云：「臣聞為國者，正一氣之元，宣萬邦之命，爰資曆以立章程。《長慶宣明》，雖氣朔不渝，即星躔罕驗；《景福崇元》，縱五曆甚正，而年差一日。今以《宣明》氣朔，《崇元》星緯，二曆相參，方得符合。自古諸曆，皆以天正十一月為歲首，循太古甲子為上元，積歲彌多，差闊至甚。臣改法定元，創為新曆一部二十一卷，七章上下經二卷，算草八卷，立成十二卷，取唐天寶十四載乙未，立為近元，以雨水正月朔為歲首。謹詣閣門上進。」晉高祖命司天少監趙仁锜、張文皓，秋官正徐皓，天文參謀趙延乂、杜升、杜崇龜等，以新曆與《宣明》《崇元》考核得失。俾有司奉而行之，因賜號《調元曆》，仍命翰林學士承旨和凝撰序。
18. ↑  《册府元龟》卷五百五十七·国史部采撰：晋高祖天福六年二月己亥，诏曰：「百王大典，千古元龟，傥不编修，永成漏略。有唐氏远自高祖，下自明宗，纪传未分，书志咸阙。今耳目相接，尚可询求，若岁月更深，何繇寻访？眷言笔削，宜属英髦」。户部侍郎张昭远（即张昭——引用者注）、起居郎贾纬、秘书少监赵熙、吏部郎中郑受益、左司员外郎李为光等，学并该通，文皆微婉，俾成信史，足展长才。宜令张昭等修撰《唐史》，仍令宰臣赵莹监修。昭又以唐朝数帝，编简残缺，诏遣修唐朝一代正史。昭长于笔述，锐于采求，不三岁，取天宝前旧史至济阴少主实录、野史，共纂成二百卷以闻，有制称美。寻加户封，书付史馆。晋少帝开运二年，史官上新修李氏书，《纪》、《志》列传共二百一十三卷，并目录一卷，都计一十帙。赐监修前朝刘骶浼靶奘饭俚如詹梢器有差。
19. ↑  《旧五代史》高祖本纪：有店妇与军士讼，云“曝粟于门，为马所食”。而军士恳诉，无以自明。帝谓鞫吏曰：“两讼未分，何以为断？可杀马刳肠而视其粟，有则军士诛，无则妇人死。”遂杀马，马肠无粟，因戮其妇人。境内肃然，莫敢以欺事言者。
20. ↑  《旧五代史》高祖本纪：常山属邑曰九门，有人鬻地与异居兄，议价不定，乃移于他人。他人须兄立券，兄固抑之，因诉于令。令以弟兄俱不义，送府。帝监之曰：“人之不义，由牧长新至，教化所未能及，吾甚愧焉。若以至理言之，兄利良田，弟求善价，顺之则是，沮之则非，其兄不义之甚也，宜重笞焉。市田以高价者取之。”上下服其明。
21. ↑  《旧五代史》高祖本纪：六月辛未朔，陈郡民王武穿地得黄金数饼，州牧取而贡之。帝曰：“宿藏之物，既非符宝，不合入官。”命付所获之家。